# Вялимяки, Теро
Те́ро Се́ппо Вя́лимяки (фин. Tero Seppo Välimäki; род. 21 марта 1982, Теува, Вааса) — финский борец греко-римского стиля. Включён в состав сборной Финляндии на летних Олимпийских играх 2016 года.

## Биография
Заниматься борьбой начал с 1992 года под руководством тренера Сеппо Юли-Ханнуксела и дебютировал в вольной борьбе. С 2008 года тренируется у Марко Юли-Ханнуксела.
В 1998 году занял девятое место в чемпионате мира среди юниоров по вольной борьбе в категории до 42 кг. В 2008 году на чемпионате Европы в Тампере занял 23-е место в категории до 66 кг, а в 2010 году на чемпионате Европы в Баку занял 20-е место.